# Battaglia del Lippe
La battaglia del Lippe fu uno scontro combattuto presso la città di Wesel, all'epoca nei Paesi Bassi spagnoli (attuale Germania), il 3 settembre 1595, nell'ambito della guerra degli ottant'anni. Lo scontro ebbe per protagonisti un corpo di cavalleria spagnola guidato da Juan de Córdoba ed uno di cavalleria olandese, supportato da truppe inglesi, guidato da Filippo di Nassau. Lo stadtholder olandese Maurizio d'Orange, cogliendo l'occasione che il grosso dell'esercito spagnolo si trovava impegnato in Francia, assediò la città di Groenlo in Gheldria, ma l'anziano governatore della cittadella di Anversa, Cristóbal de Mondragón, organizzò un esercito di salvataggio e costrinse Maurizio a lasciare l'assedio. Mondragón si spostò successivamente verso la città di Wesel, posizionando le sue truppe lungo la riva sud del fiume Lippe per difendere la città di Rheinberg da un possibile attacco olandese. Maurizio voleva quindi, in ragione della superiorità del suo esercito, ingaggiare una battaglia con gli uomini di Mondragón sfruttando la tecnica delle imboscate per attirare gli spagnoli in una trappola. Ad ogni modo, il piano venne scoperto ed il comandante spagnolo organizzò una contro-imboscata.
Gli olandesi intendevano prendere il convoglio di viveri degli spagnoli ed inviarlo al loro campo così da innescare nel nemico una fuga verso le rive del fiume Lippe, dove Maurizio li avrebbe aspettati col grosso dell'esercito già schierato in ordine di battaglia. Ad ogni modo, Mondragón rinforzò la scorta del convoglio e nascose un corpo di cavalleria nei boschi circostanti al comando del suo luogotenente, Juan de Córdoba. Grazie alla lunga esperienza militare del generale Mondragón, gli spagnoli giocarono gli olandesi e inflissero loro un gran numero di perdite, incluso lo stesso Filippo di Nassau che mo poco dopo per le ferite riportate in combattimento.

## Antefatto
Nel 1595, Enrico IV di Francia aveva dichiarato guerra alla Spagna in risposta al continuo supporto di Filippo II alla Lega Cattolica e si era alleato con Elisabetta I d'Inghilterra e con la repubblica olandese che pure erano impegnati a fronteggiarel a Corona spagnola. I Paesi Bassi spagnoli, di conseguenza, si trovarono dunque in una guerra incrociata e sia francesi che olandesi cercavano di crearsi dei corridoi per collegare i loro stati attraverso il principato vescovile di Liegi. Il nuovo governatore generale dei Paesi Bassi spagnoli, Pedro Henriquez de Acevedo, conte di Fuentes, diresse i suoi sforzi contro la Piccardia e contro la contea di Cambrai, lasciando diverse truppe a difendere le province ancora leali agli spagnoli da possibili attacchi olandesi.
A luglio, mentre il conte di Fuentes era impegnato nell'assedio di Doullens, Maurizio d'Orange, statholder della repubblica olandese, assemblò un esercito di 6000 fanti, diverse compagnie di cavalleria e 16 pezzi d'artiglieria. e li aveva guidati sin sotto le mura di Groenlo, una delle più forte piazzeforti della contea di Zutphen. Il suo fianco nord era difeso dallo Slinge, un affluente del fiume Berkel; Groenlo disponeva di cinque bastioni e una guarnigione composta da 11 compagnie di fanteria del reggimento del conte Herman van den Bergh con 600 truppe al comando di Jan van Stirum, un ufficiale tedesco, e quattro piccoli pezzi d'artiglieria.

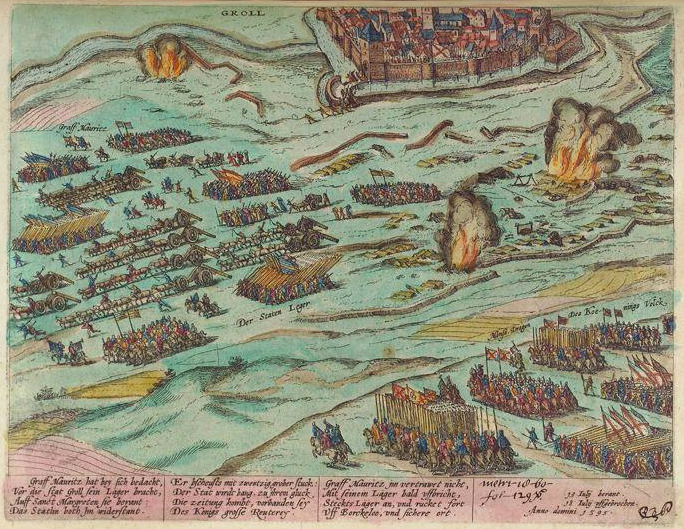
I rinforzi spagnoli a Groenlo con il generale Mondragón. Autore ignoto, 1613.

Ricevendo la notizia dell'assedio, Cristóbal de Mondragón, anziano governatore spagnolo di Anversa, a cui Fuentes aveva lasciato il comando di tutte le forze spagnole impegnate contro gli olandesi, raccolse un piccolo esercito da diverse guarnigioni e marciò verso Groenlo attraversando il Brabante e la Gheldria. Le forze di Mondragón comprendevano due tercios spagnoli (al comando di Luis de Velasco e di Antonio de Zúñiga), un reggimento irlandese al comando di William Stanley, un reggimento di mercenari svizzeri e 1300 cavalieri al comando di Juan de Córdoba, il quale, avendo attraversato la Mosa a Venlo, venne raggiunto anche dal reggimento tedesco di Frederick van den Bergh.
A quasi 80 anni, Mondragón era ancora in grado di montare a cavallo sebbene aiutato da due uomini e con indosso solo un'armatura leggera. La sua carriera militare era iniziata molti anni fa con la battaglia di Mühlberg, nel 1547, ed era uno dei pochi ufficiali spagnoli di buona fama nelle province ribelli, ritratto positivamente anche dagli autori contemporanei olandesi come Hugo Grotius e Pieter Corneliszoon Hooft. Il generale Mondragón aveva pianificato non solo di liberare Groenlo dall'assedio, ma anche di battere in campo aperto Maurizio ed i suoi uomini. Il generale olandese, dal canto suo, saputa la notizia dell'avanzare del nemico, diede fuoco al proprio accampamento e si ritirò a 2 km da Groenlo togliendo l'assedio. Mondragón poté quindi giungere in città senza problemi e rinforzarne le difese.

## Il preludio alla battaglia

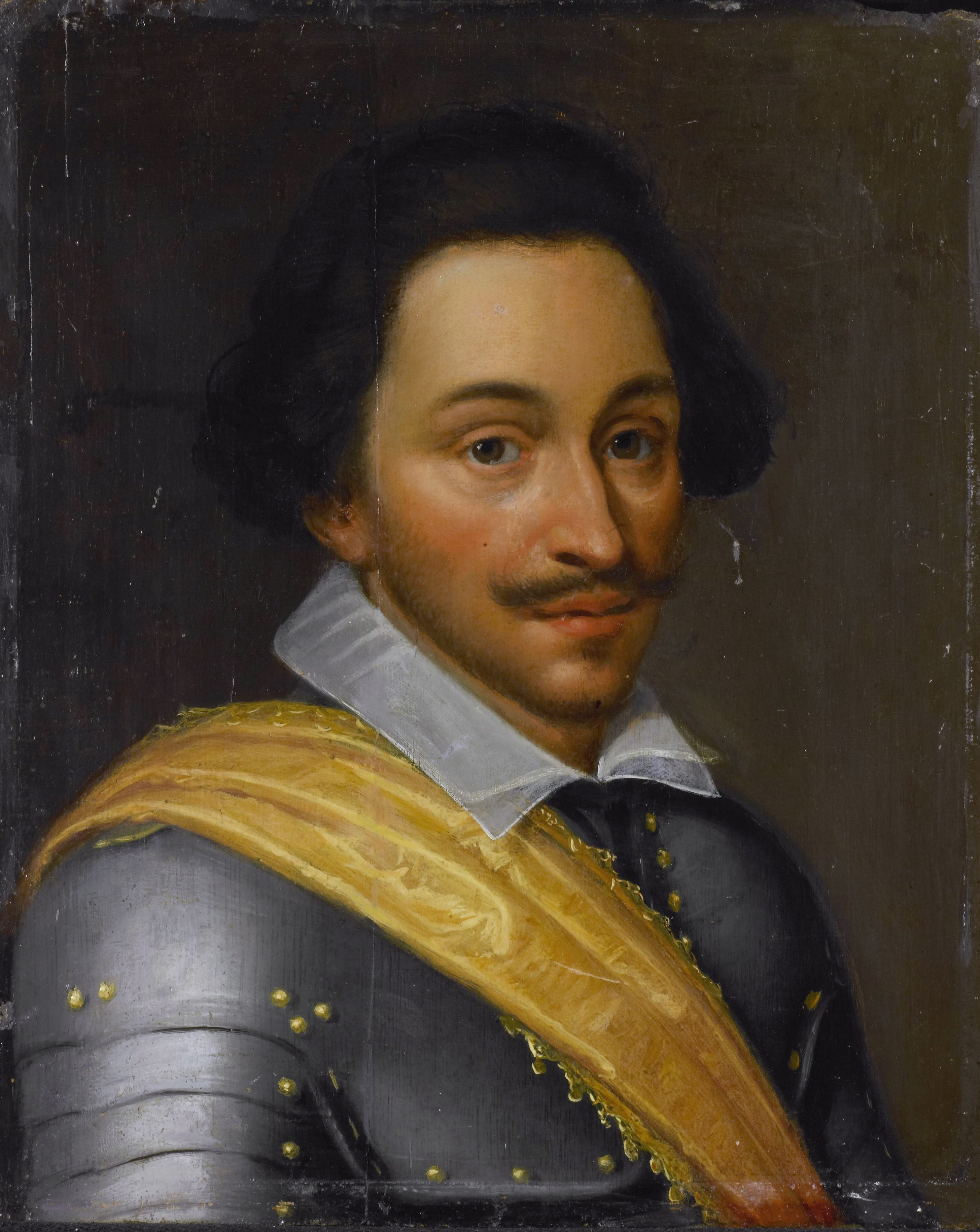
Ritratto di Filippo di Nassau eseguito da Jan Antonisz van Ravesteyn, c. 1610–1620

Dopo essersi assicurato il controllo di Groenlo, il generale Mondragón marciò a sud in direzione di Rheinberg per coprire la città da possibili attacchi olandesi. Si accampò nei pressi di Wesel, a Dinslaken, mentre Maurizio lo seguì prendendo posizione a Bislich: le due armate erano separate dal corso del fiume Lippe. La posizione degli spagnoli era forte; la retroguardia ed il fianco sinistro erano coperti dal fiume Reno, mentre il fianco destro era difeso naturalmente dal fiume Lippe e da una catena di colline chiamata Testerburg. Per diverse settimane i due eserciti passarono il tempo ad osservarsi reciprocamente, spesso scambiandosi dei colpi mentre portavano al pascolo i cavalli. Col passare del tempo, i foraggeri spagnoli vennero costretti ad allontanarsi parecchio dall'accampamento dove si trovavano. maurizio colse l'opportunità per pianificare una finta imboscata al convoglio di foraggio di Mondragón nella speranza di indurlo in una trappola che avrebbe distrutto le sue forze. Mondragón a sua volta sperava di trarre il nemico in una trappola.
Il 1º settembre, Maurizio diede l'ordine di dare il via all'imboscata da parte del suo comandante prediletto, suo cugino Filippo di Nassau. Maurizio gli diede l'ordine di attraversare il fiume Lippe il giorno successivo all'alba, nascondersi nelle aree boscose e li attendere il passaggio del convoglio spagnolo per poi investirlo in pieno. L'obbiettivo di Maurizio era quello di strappare quanto più possibile al convoglio spagnolo, separarlo dal resto della scorta armata e condurlo verso l'accampamento olandese, costringendo così Mondragón ad intervenire col grosso delle sue truppe. Quindi, dopo l'arrivo di Mondragón col suo esercito, il Nassau si sarebbe ritirato verso l'accampamento olandese, inducendo quindi sempre più gli spagnoli a seguirlo. Per eseguire quest'operazione, Nassau ricevette il comando di 500 o 700 cavalieri olandesi ed inglesi e venne accompagnato da due dei suoi fratelli, Ernesto Casimiro e Luigi Gunther, assieme ad altri ufficiali olandesi come il conte Ernesto di Solms, Paul e Marcellus Bacx, ed i capitani inglesi Nicholas Parker, Cutler e Robert Vere.
Le intenzioni degli olandesi vennero però anticipate dagli spagnoli. Secondo Joseph de la Pise, giurista francese incaricato dal fratellastro e successore di Maurizio, Federico Enrico di redigere una storia dei principi d'Orange, Mondragón era venuto a conoscenza dell'imboscata da alcuni soldati inglesi che avevano disertato l'esercito olandese, mentre il gesuita italiano Angelo Gallucci disse che furono spie spagnole ad informare Mondragón di quanto stesse accadendo, sfruttando una tecnica già utilizzata dal generale nell'assedio di Zierikzee del 1576. In ogni caso, il generale spagnolo prese le misure necessarie a cogliere di sorpresa il Nassau e smontare la sua trappola. Il convoglio, normalmente sorvegliato da 300 fanti e 150 cavalieri, venne rafforzato da 300 moschettieri e da un gruppo di cavalieri al comando del luogotenente del Mondragón, Juan de Córdoba.

## La battaglia

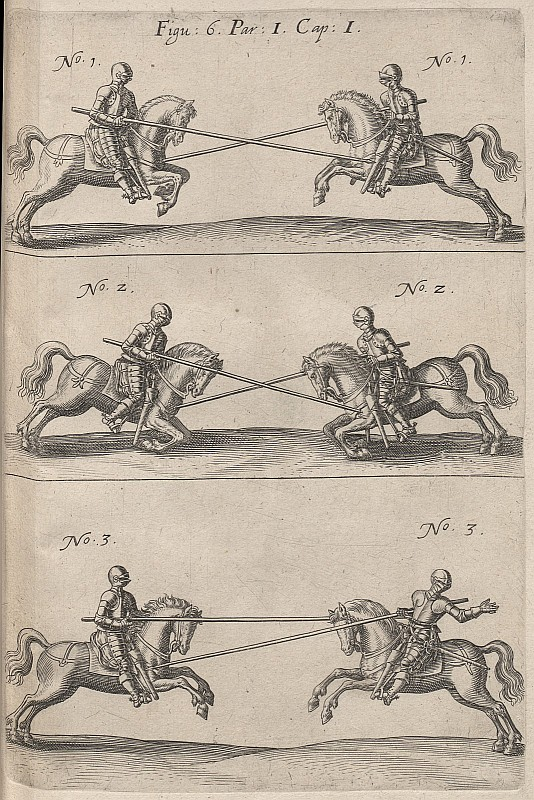
Lancieri combattono tra loro, dal Kriegskunst zu Pferdt, di Johann Jacob von Wallhausen, 1616

Il 2 settembre, all'alba, le forze olandesi attraversarono il Lippe su un ponte provvisorio. Maurizio li attendeva con 5 000 fanti ed il resto della sua cavalleria pronta per battagliare sulle colline presso Wesel, sulla riva opposta del fiume. Filippo di Nassau divise le sue truppe in quattro squadroni: il primo di 125 uomini al comando del Landdrost di Sallandt, il secondo di 125 uomini al comando del conte di Kinsky, il terzo, dove militavano il Nassau e i suoi fratelli, con 150 uomini al comando del luogotenente Balen, e l'ultimo di 120 uomini al comando del capitano inglese Nicholas Parker in retroguardia. Giunto a Krudenburg, il Nassau inviò 40 uomini scelti delle compagnie guidate da Balen a cogliere di sorpresa i cavalli al foraggio. Trovando delle forze ben più grandi di quanto si aspettassero, gli ufficiali olandesi pensarono che qualcosa era andato storto e tornarono a riferire a Filippo di Nassau. Il comandante olandese, ad ogni modo, ritenne che quella doveva essere solo la scorta del convoglio e mosse comunque le sue truppe ed il suo entuourage ad attaccare la cavalleria spagnola per impedirne la fuga.
Quanto osservato dagli ufficiali olandesi non era però un errore: di prima mattina, due scout spagnoli scoprirono le tracce degli olandesi che avevano attraversato il fiume e Mondragón, anticipandoli, aveva spiegato la propria cavalleria nei boschi attorno alla brughiera della zona. Oltre alle truppe di guardia al convoglio, Juan de Córdoba ebbe il comando di almeno altre sette compagnie di cavalleria: quella di Hendrik van den Bergh, quella di Girolamo Carafa, quella di Carlo Maria Caracciolo, quella di Paolo Emilio Martinengo e la propria compagnia, I lanceri di 's-Hertogenbosch al comando di Adolf van den Bergh, e la compagnia di Sancho de Leyva. Altri autori indicano anche la presenza della compagnia di Alonso Mendo. Mondragón aveva informato la guardia del convoglio delle intenzioni degli olandesi ed incoraggiò i soldati a tener testa al nemico, promettendo loro che subito dopo sarebbe intervenuto il grosso dell'esercito spagnolo.
Comandando 75 lanceri della compagnia di Kinsky e seguito dal grosso delle sue forze, il Nassau passò attraverso un piccolo sentiero nella foresta e, giungendo in campo aperto, venne sorpreso dalle truppe spagnole, al comando di Hendrik van den Bergh, seguite dai lanceri di Carlo Maria Caracciolo e di 's-Hertogenbosch. Gli archibugieri di van den Bergh, scorgendo la colonna olandese, aprirono il fuoco dando inizio all'azione. Le truppe olandesi erano costituite da otto squadroni di lance ma colti di sorpresa, non furono in grado di mantenere la posizione e vennero quindi costretti a difendersi con spade e pistole. Filippo di Nassau, i suoi fratelli ed il loro cugino Ernesto di Solms vennero pesantemente feriti. Le truppe di Kinsky e Balen non furono in grado di intervenire a favore dei comandanti feriti ed alcuni soldati olandesi iniziarono a lasciare il campo di battaglia. Nicholas Parker, ad ogni modo, tentò di raccogliere i fuggitivi e di riprendere l'azione, ma venne squassato dall'intervento della cavalleria spagnola. Lo scontro si spostò progressivamente fuori dalla foresta.
In un primo momento sembrava che gli olandesi stessero vincendo l'azione, ma dopo l'intervento degli squadroni di cavalleria spagnoli di Paolo Emilio Martinengo che caricarono gli olandesi, fato che permise al Córdoba di raggruppare le sue truppe e riprendere l'attacco, il successo passò dalla parte degli spagnoli. Malgrado la strenua resistenza offerta dalle truppe olandesi, queste vennero infine battute e si ritirarono in mal ordine nel tentativo di salvarsi verso il fiume Lippe. Córdoba inviò la sua cavalleria a inseguirli salvo scoprire che molti erano già morti annegati nel tentativo di attraversare il fiume.

## Conseguenze

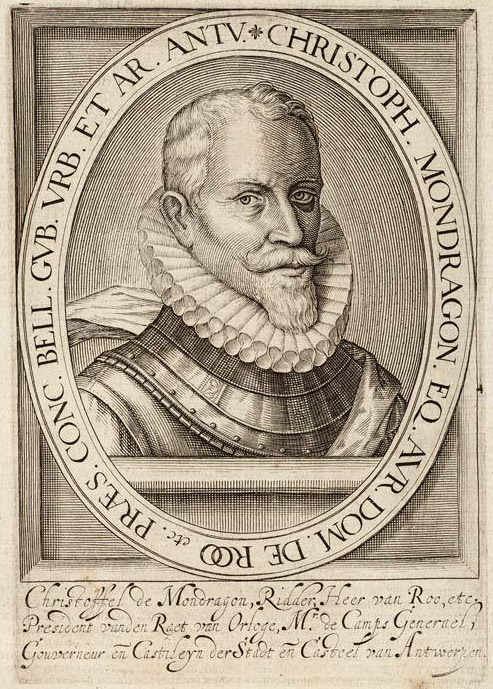
Cristóbal de Mondragón y Otalora, ritratto di Hillebrant Jacobsz van Wouw I, 1599

La battaglia divenne nota come una carneficina tra gli olandesi. Filippo di Nassau venne mortalmente ferito all'inizio dello scontro, colpito a bruciapelo da un archibugio e coi vestiti in fiamme. Robert Vere, fratello del colonnello inglese Horace Vere, venne ucciso da una lancia che lo colpì in pieno volto. Il drossaard di Zallandt ed il conte Ferdinand Kinsky vennero pure uccisi nella battaglia. Il conte Ernesto di Solms venne gravemente ferito e tratto prigioniero. Assieme a Filippo, questi venne portato a Rheinberg, ed entrambi vennero visitati sui loro letti dal Mondragón e dai loro cugini cattolici, i fratelli van den Bergh, e curati da chirurghi spagnoli. Malgrado le migliori attenzioni, entrambi i comandanti olandesi morirono per le ferite riportate; il Nassau fu dichiarato deceduto la notte successiva alla battaglia, mentre il Solms tre giorni dopo. Il conte Ernesto Casimiro venne catturato e riscattato poi dietro pagamento di 10 000 fiorini. Mondragón lo rinviò a Maurizio di Nassau coi corpi dei due conti defunti che vennero sepolti con tutti gli onori ad Arnhem.
Le perdite nella battaglia variano a seconda delle fonti. Il protestante fiammingo Guillaume Baudart indicò le perdite olandesi per 88 cavalli, 83 prigionieri e 24 morti. Il cardinale italiano Guido Bentivoglio riportò che più di 300 soldati olandesi vennero uccisi contro 60 perdite per gli spagnoli. Il gesuita romano Angelo Gallucci riportò pure 300 perdite per gli olandesi. Il soldato e scrittore spagnolo Carlos Coloma disse che gli spagnoli ebbero in tutto 19 morti mentre gli olandesi contarono 400 morti. Per parte spagnola, gli unici soldati degni di nota che vennero feriti, seppur non mortamente, furono il principe Carafa, il Martinengo ed il Caracciolo. Joseph de la Pise disse che gli olandesi riuscirono a catturare 7 prigionieri spagnoli e 15 cavalli.
L'autore inglese Edward Grimeston scrisse, nel suo libro A General History of the Netherlands, che la battaglia del Lippe «fu un riversarsi di sangue giovane e caldo, che diede prova di appartenere a nient'altro che a mercanti». Sebbene la battaglia fu uno scontro minore, questa venne celebrata al campo spagnolo di Cambrai. Vennero sparate tre salve dalla città con 87 pezzi d'artiglieria e 6 000 tra moschetti e archibugi. Lo storico statunitense John Lothrop Motley così evidenziò il ruolo chiave avuto ancora una volta dall'ottantunenne comandante Mondragón nella vittoria degli spagnoli:
(John Lothrop Motley, History of the United Netherlands: from the death of William the Silent to the twelve years' truce, vol. 2, p. 341)